# Popești (Vâlcea)
Popeşti é uma comuna romena localizada no distrito de Vâlcea, na região de Oltênia. A comuna possui uma área de 52.75 km² e sua população era de 3177 habitantes segundo o censo de 2007.